# 태명
태명(胎名)은 아이를 임신한 엄마가 아기가 태어나기 전까지 뱃속에 있는 동안 임시로 붙여주는 이름을 말한다. 태명을 짓는 문화는 2000년대부터 발달되었다. 

## 같이 보기
- 태교
- 인명